# Gojjam

Gojjam abans de 1995.

Gojjam (Ge'ez gōjjām, originalment gʷazzam, més tard ጐዣም gʷažžām, ጎዣም gōžžām) fou un regne a la part nord occidental d'Etiòpia, amb la seva capital a la ciutat de Debre Marqos. Aquesta regió és diferenciada per estar totalment dins de la corba del riu Abbay des de la seva sortida del Llac Tana fins al Sudan. Els gojjamis creuen que són la gent originalment esmentada a la Bíblia com els pobladors del riu Guihon/Gihon (Nil) que encercla la terra de Cush (Kush o Quix) que s'estenia fins a l'antic regne de Meroe. A la caiguda de Meroe per obre del rei axumita Ezana (Segle IV) Gojjam (Guihon) es convertia en un regne i més tard es va unir al regne d'Etiòpia però conservant els seus propis fins a l'arribada al poder del rei Menelik II de Shoa a finals del segle XIX; Menelik el va reduir a una província. (Stigma, per Muse Tegegne, 1993, Ginebra).
El nom Gojjam es donava a la resistència dels habitants per acceptar la doctrina de l'església d'Alexandria en el passat, conservant la seva pròpia versió de l'Antic Testament, respectant els llibres com "Teezaze Senbet", el Llibre de la mort de Moses, el Llibre d'Enoch i els salms en versió Geez/Etíòpic. (Stigma, per Muse Tegegne, 1993, Ginebra).
El límit occidental de Gojjam inicialment s'estenia cap al triangle que anava fins a Meroe a Sudan. Vers 1700, es considerava que els veïns occidentals de Gojjam eren Agawmeder al sud-oest i Qwara al nord-oest. Agawmeder, mai fou una entitat política organitzada, i va ser gradualment absorbit per Gojjam fins que va arribar per l'oest al Sultanat de Gubba; Juan Maria Schuver es fixava en el seu viatge a Agawmeder (setembre de 1882) que tres mesos abans "els abissinis havien avançat considerablement la frontera cap a l'oest, esborrant el que quedava de les regions independents". Gubba va reconèixer la seva dependència de l'emperador Menelik II el 1898, però el 1942 fou absorbit dins de Gojjam. L'illa de Dek, al Llac Tana, fou administrativament part de Gojjam fins a 1987.

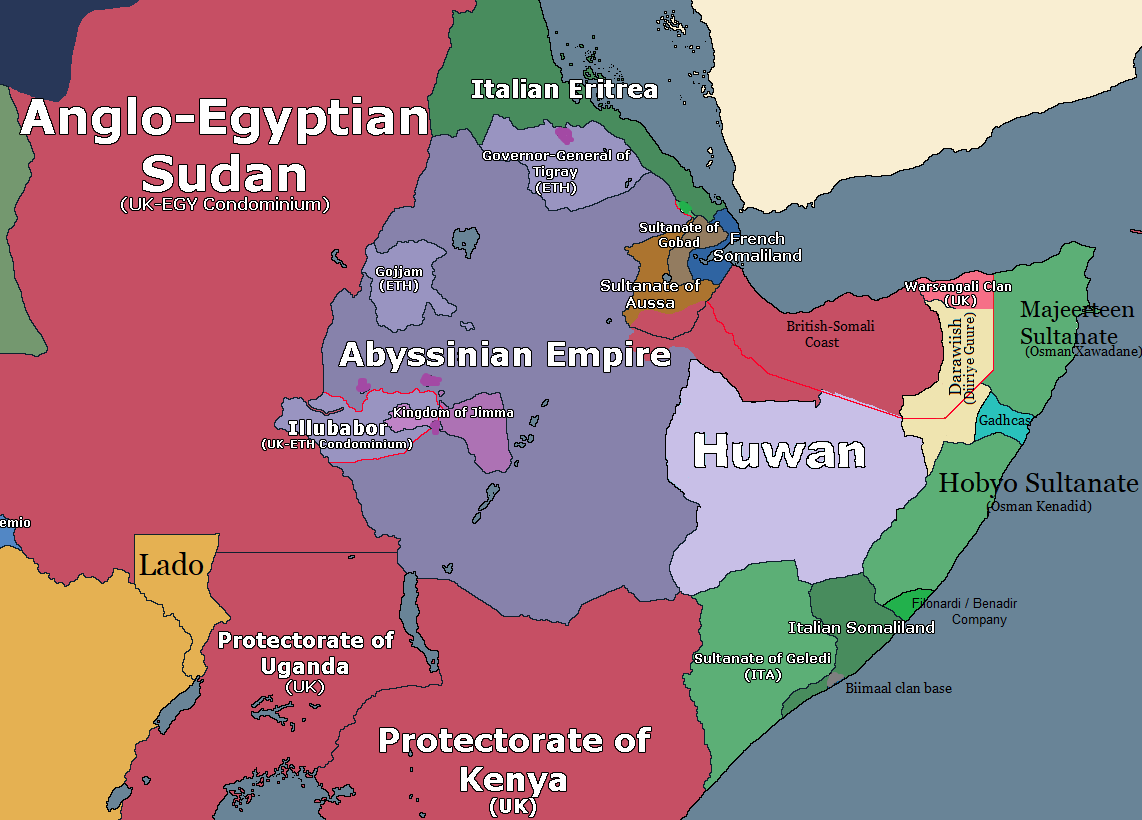

## Història
La història antiga de Gojjam està associada principalment amb la religió. Durant l'era precristiana els llocs de Mertule Mariam i Gish Abay a la part oriental i central respectivament de Gojjam, eren llocs de veneració. Junt amb Tana Qirqos al llac Tana, Axum Tsion a la Regió Tigre, i Tadbaba Maryam a la província de Wollo, Mertule Mariam era un lloc on els sacrificis animals es feien pel culte. Gish Abay també es considera com a lloc sagrat per ser la font del riu Abay, també anomenat Felege Ghion en Geez. Es considera que Ghion és el nom Bíblic del riu Abay que s'esmenta al Gènesi com un dels quatre rius, que flueix fora d'Aden i inclou la terra d'Etiòpia. Considerant la seva localització dins de la corba de Riu Abay, Gojjam també és esmentada, especialment per la comunitat eclesiàstica, com Ghion o Felege Ghion.
La primera església a Gojjam es va construir a Mertule Mariam, i es convertia en la segona església a Etiòpia, després d'Axum Tsion. La tradició relaciona aquell cristianisme llavors estès des de Tana Qirqos, a Gish Abay i Mertule Mariam amb diferents parts de la província. Gojjam llavors va ser la llar d'algunes de les millors escoles litúrgiques d'Etiòpia. Unes altres escoles dignes de menció inclouen Washera Mariam, Dima Giorgis, Debre Elias, Debre Werq, Amanuel, Tsilalo, i Gonji. Aquestes escoles es consideren generalment que van desenvolupar un gènere sofisticat d'expressió anomenada Sem'na Worq ("cera i or") que és distintiu d'Etiòpia.
La primera menció enregistrada de Gojjam fou durant el període medieval, en una nota en un manuscrit de les campanyes militars d'Amda Seyon I a la zona i a Damot el 1309 del calendari etíop (equivalent al 1316/1317), època en la fou incorporada a Etiòpia. També hi feia referència al mapa d'Aegyptus Novello, (vers 1451), on es descriu com un regne (encara que aleshores ja feia molt de temps que estava subjecte a l'emperador d'Etiòpia). L'emperador Lebna Dengel, en la seva carta al rei de Portugal (1526), també descrivia Gojjam com un regne però que era part del seu imperi.
Com a mínim des de l'emperadriu Eleni, Gojjam proporcionava els ingressos de l'emperadriu fins a la Zemene Mesafint ("Era dels Jutges"), quan l'autoritat central era dèbil i dels ingressos se'n va apropiar Fasil de Damot.
Gojjam llavors es convertia en una base de poder per una sèrie de senyors de la guerra com a mínim fins a Ras Hailu Tekle Haymanot, que fou deposat el 1932.
Durant l'ocupació italiana, Gojjam va ser base de bandes armades que resistien als ocupants italians, els líders de les quals incloïen Belay Zelleke, Mengesha Jemberie, Negash Bezabih i Hailu Belew. Aquests lluitadors de la resistència, coneguts com a arbegnoch (o "Patriotes"), limitat el control dels italians a només les zones immediates al voltant de ciutats fortificades com Debre Markos. Belay Zelleke era fins i tot capaç d'alliberar plenament i establir una administració civil a la part oriental de Gojjam i alguns woredes (districtes) adjacents a Wollo del sud i Shoa del nord. Com que els italians eren incapaços de posar Gojjam sota el seu control, la província fou finalment escollida per Haile Selassie com a manera més segura de retornar altra vegada a Etiòpia. Durant el seu retorn, li donaven suport les forces combinades de l'exèrcit britànic, els patriotes gojjamis, i altres etíops que vivien a l'estranger per por de la persecució pels italians. Durant el regnat de l'emperador Haile Selassie, tanmateix, els habitants de Gojjam es van rebel·lar unes quantes vegades a causa de ressentiment sobre el mal tractament dels patriotes i per l'augment dels impostos, l'última vegada el 1968, al mateix temps que la revolta de Bales iniciada el 1963. A diferència de Bale, el govern central no va utilitzar una solució militar per acabar la rebel·lió, i en canvi va reemplaçar els governadors i va annul·lar la recaptació de nous impostos; en resposta a la rebel·lió de 1968, el govern central anava tant lluny com a perdonar els impostos vençuts des de 1950.
Gojjam fou dividida en la part occidental i l'oriental durant el temps del règim militar conegut com a Derg (1974-1991), amb Debre Marqos com a capital de Gojjam Oriental mentre Bahir Dar es convertia en la capital de Gojjam Occidental. Amb l'adopció d'una nova constitució el 1995, el Gojjam històric es dividia altre cop. La part més occidental va formar la majoria de la zona de Metekel dins l'estat regional de Benishangul-Gumaz, i la resta va esdevenir les zones d'Agew Awai, Mirab Gojjam i Misraq Goojan de la Regió Amhara.